# Sân vận động bóng đá Gwangju
Sân vận động bóng đá Gwangju là một sân vận động dành riêng cho bóng đá ở Gwangju, Hàn Quốc. Sân hiện đang được sử dụng chủ yếu cho các trận đấu bóng đá. Đây là sân nhà của Gwangju FC. Sân vận động có sức chứa 10.007 khán giả.

## Lịch sử
Sân ban đầu là sân phụ của Sân vận động World Cup Gwangju. Sân được cải tạo vào năm 2018 và được khánh thành vào năm 2020.
Trận đấu đầu tiên được tổ chức tại đây là trận đấu giữa Gwangju FC và Suwon Samsung Bluewings tại K League 1 vào ngày 25 tháng 7 năm 2020.